# Vangaindrano
Vangaindrano este un oraș și un district în regiunea Atsimo-Atsinanana cu o populație de 38.537 de locuitori (2018).

## Geografie
Orașul este aproape de gura de vărsare a râului Mananara în partea de sud a coastei de est. 
Este conectat la nord prin  Drumul Național RN 12 către Farafangana care este situat la o distanță de 75 km în nord. Drumul continuă spre sud ca  Drumul Național 12a dar acest tronson cu greu poate fi cu vehicule obișnuite, din cauza stării sale proaste și a lipsei de poduri.

## Natura
Parcul Național Atsimo Midongy este situat la 90 km de Vangaindrano și Rezervația Manombo, la jumătatea drumului spre Farafangana.